# محافظ (فیلم ۲۰۲۱)
دنباله رو (به انگلیسی: The Protégé) یک فیلم دلهره‌آور و اکشن آمریکایی به کارگردانی مارتین کمبل با بازی مایکل کیتون، ساموئل ال. جکسون و مگی کیو محصول سال ۲۰۲۱ است.

## داستان
داستان این فیلم اکشن، بر روی آدمکشی با نام آنا داتون تمرکز دارد که به دنبال انتقام از شخصی می‌باشد که استادش را به قتل رسانده‌است. نقش این کاراکتر را در این فیلم بازیگر آمریکایی با نام مگی کیو ایفا کرده و ساموئل ال. جکسون نیز در نقش استاد این کاراکتر در این فیلم ظاهر شده‌است.

## تولید
فیلم‌برداری اصلی در ژانویه سال ۲۰۲۰ آغاز شد.

## پاسخ انتقادی
وب‌سایت جمع‌آوری بازبینی راتن تومیتوز، بر اساس ۱۱۰ بررسی، ۶۱ درصد را تأیید می‌کند.